# Mr. Wu (1918)
Mr. Wu ist ein deutsches Stummfilm-Sensationsdrama aus dem Jahr 1918. Unter der Regie von Lupu Pick spielen Carl Meinhard in der Titelrolle und Manja Tzatschewa die Hauptrollen. Das Drehbuch schrieb Lupu Pick nach dem gleichnamigen Stück (1913) von Maurice Vernon und Harold Owen.

## Handlung
Edward Gregory ist Chef eines großen Handelshauses in China. Eines Tages lässt er seinen Sohn Basil nach China holen, um diesen in das Geschäft einzuführen. Basil erweist sich als faul und wenig interessiert; sein Augenmerk gilt vielmehr der hübschen Nang Ping, der einzigen Tochter des einflussreichen chinesischen Kaufmanns Wu Hang. Mr. Wu ist dieses von ihm beobachtete Techtelmechtel gar nicht recht, und so trennt er die beiden, indem er seine Tochter auf seinen Landsitz verbringen lässt. Auch Basil Gregory bekommt Mr. Wus Missfallen über diese europäisch-chinesische Liaison klar zu spüren, indem der Chinese ihn deutlich seine Macht fühlen lässt. Doch Basil denkt gar nicht daran, seine Nang Ping zu vergessen, und schleicht sich heimlich in Mr. Wus Landhaus. Dort wird er jedoch von Wus Männern rasch festgesetzt. In seinem großen Zorn über den Ungehorsam seiner Tochter lässt Wu Nang Ping umbringen.
Vater Edward Gregory schaltet sich nunmehr ein und erbittet von Wu die Freilassung seines Sohnes. Doch der lehnt ab und fordert stattdessen von dem Briten, dass dieser seine Ehefrau Alice zu ihm schicken solle. Alice bittet flehentlich um Gnade für ihren Sohn, doch Mr. Wu, in festlichem Gewand gekleidet, erinnert sie nur kaltlächelnd an eine ähnliche Begegnung, die beide einst in London gehabt hatten. Er habe damals um ihre Gunst und Zuneigung geworben und sei von ihr nur höhnisch abgewiesen worden. In größter Verzweiflung versucht sich Alice Gregory daraufhin zu vergiften. Doch der misstrauische Mr. Wu, der glaubt, dass sie einen Anschlag auf ihn plant, tauscht die beiden Teetassen aus und schluckt dadurch das für sie bestimmte Gift. Als er dessen Wirkung zu spüren beginnt, reißt er mit letzter Kraft ein Schwert von der Wand, um Alice zu töten. Im Taumel trifft der Sterbende jedoch lediglich den großen Gong, der für die Dienerschaft das Zeichen bedeutet, den Raum zu betreten. Mr. Wu ist tot, und Alice und ihr Sohn Basil können die fürchterliche Stätte unversehrt verlassen.

## Produktionsnotizen
Mr. Wu passierte die Filmzensur im April 1918 und wurde im Juni desselben Jahres im Berliner Tauentzienpalast uraufgeführt. Der fünfaktige Film war in der Originalfassung rund 1345 Meter lang. Am 15. November 1918 erfolgte auch die Wiener Premiere des hier rund 1450 Meter langen Films.
Derselbe Stoff wurde bald darauf noch zweimal verfilmt: 1919 von Maurice Elvey in Großbritannien und 1927 in Hollywood mit Lon Chaney senior.

## Kritik
In Paimann’s Filmlisten ist zu lesen: „Stoff hochdramatisch. Photos, Szenerie und besonders das Spiel ausgezeichnet. (Ein Schlager ersten Ranges.).“